# Шибенец (Ленинградская область)
Шибенец — деревня в Мелегежском сельском поселении Тихвинского района Ленинградской области.

## История
Деревня Шабиницы, принадлежащая князю Ивану Мышецкому, упоминается в переписи 1710 года в Петровском Мелегежском погосте Заонежской половины Обонежской пятины.
Деревня Шибинец, состоящая из 22 крестьянских дворов, упоминается на «Специальной карте западной части России» Ф. Ф. Шуберта 1844 года.

ШИБЕНЕЦ — деревня Андреевского общества, прихода Мелегежского погоста. Река Сясь.

Крестьянских дворов — 40. Строений — 105, в том числе жилых — 43.

Число жителей по семейным спискам 1879 г.: 112 м. п., 106 ж. п.; по приходским сведениям 1879 г.: 107 м. п., 110 ж. п.

В конце XIX — начале XX века деревня административно относилось к Костринской волости 3-го земского участка 1-го стана Тихвинского уезда Новгородской губернии.

ШИБЕНЕЦ — деревня Андреевского общества, дворов — 59, жилых домов — 50, число жителей: 110 м. п., 129 ж. п.

Занятия жителей — земледелие, лесные промыслы. Река Сясь. Часовня. (1910 год)

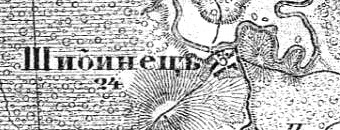
Деревня Шибенец на карте 1913 года

Согласно карте Петроградской и Новгородской губерний 1913 года деревня называлась Шибинец и насчитывала 24 двора.
С 1917 по 1918 год деревня Шибенец входила в состав Костринской волости Тихвинского уезда Новгородской губернии.
С 1918 года в составе Череповецкой губернии.
С 1924 года в составе Пригородной волости.
С 1927 года в составе Шибенецкого сельсовета Тихвинского района.
С 1928 года в составе Андреевского сельсовета.
Согласно карте Ленинградской области Северо-западного аэрогеодезического треста ГГУ издания 1932 года деревня насчитывала 41 крестьянский двор.
По данным 1933 года деревня Шибенец входила в состав Андреевского сельсовета Тихвинского района.
Во время Великой Отечественной войны рядом с деревней Шибинец находился аэродром транспортной авиации получивший название по ближайшему населённому пункту. С этого и других аэродромов (Великое Село, Большой Двор, Подборовье, Хвойная, Кашин) лётчиками ГУГВФ на самолётах ПС-84 перевозилось в осаждённый Ленинград до 150 тонн оборонных грузов в сутки.
По данным 1966, 1973 и 1990 годов деревня Шибенец также входила в состав Андреевского сельсовета Тихвинского района.
В 1997 году в деревне Шибенец Андреевской волости проживали 27 человек, в 2002 году — 34 (русские — 97 %).
В 2007 году в деревне Шибенец Мелегежского СП проживал 21 человек, в 2010 году — 38.

## География
Деревня расположена в юго-западной части района на автодороге 41К-891 (подъезд к дер. Шибенец), близ железнодорожной линии Тихвин — Будогощь.
Расстояние до административного центра поселения — 3 км.
Расстояние до ближайшей железнодорожной станции Тихвин — 14 км.
Деревня находится на левом берегу реки Сясь.

## Демография
| 1879 | 1910 | 1997 | 2002 | 2007 | 2010 | 2017 |
| ---- | ---- | ---- | ---- | ---- | ---- | ---- |
| 218  | ↗239 | ↘27  | ↗34  | ↘21  | ↗38  | ↘31  |

### Национальный состав
Согласно данным Всероссийской переписи населения 2021 года в деревне проживали 49 человек, из них:
 русские — 48, один человек национальность не указал.

## Улицы
Береговая, Клинецкая, Полевая, Цветочный переулок, Южная.